# Ашер бен Иехиэль
Ашер бен Иехиэль (более известен как РОШ; 1250—1327), также известный как Ашери, — раввин, крупный галахист и духовный лидер еврейства Германии и Испании. Автор комментариев к Талмуду.

## Биография
Родился в Германии. Происходил из семьи известных тосафистов. Учился у раввина Меира из Ротенбурга. Исполнял должность раввина Майнца, но отказывался получать деньги за свою раввинскую работу и зарабатывал в основном одалживанием денег в кредит. После заточения учителя пытался его выкупить, но не получил на это его согласия. В этот период занял его место, как духовный раввин еврейства Германии. После смерти учителя переехал в Савойю, а затем из-за преследований германского императора — в Монпелье и в Испанию, где благодаря поддержке Рашба был избран раввином Толедо. Переселившись в Прованс и в Испанию, РОШ начал активную деятельность, направленную на ограничения занятия философией, так как она ослабляет веру и подрывает искреннее исполнение заповедей. РОШ даже издал постановление о запрещении занятия философией до 25-летнего возраста. Огромную заслугу он взыскал себе перед еврейством Испании, когда перенёс туда методы учёбы в германских иешивах. До него в Испании преобладало сухое штудирование галахи и философские дебаты. В Испании к его постановлению о занятиях философией присоединился лидер испанского еврейства РАШБА. Резко выступал против произвола судей. Полемизировал с некоторыми постановлениями гаонов. После смерти его место раввина Толедо занял его сын Яков Бааль ха-Турим.